# Liolaemus constanzae
Liolaemus constanzae — вид ігуаноподібних ящірок родини Liolaemidae. Мешкає в Чилі і Аргентині.

## Поширення і екологія
Liolaemus constanzae мешкають в чилійському регіоні Антофагаста, а також, за деякими свідченнями, трапляються в аргентинській провінції Сальта. Вони живуть в кам'янистих місцевостях, місцями порослих Geoffroea decorticans та іншими чагарниками. Зустрічаються на висоті від 1400 до 3900 м над рівнем моря. Живляться безхребетними, квітками і насінням..